# Daughter of the south
Daughter of the south is de enige opera die de Amerikaan Edward Joseph Collins schreef.
Collins schreef het werk tijdens een periode dat de Amerikaanse Burgeroorlog populair was als item binnen culturele uitingen. Zo verscheen in 1939 Gone with the Wind in de boekhandel. Collins kwam met een eigen libretto over een liefde, dat zich afspeelt in Virgina, het grensgebied tussen beide partijen. Collins probeerde zijn opera te slijten, het kwam tot een gedeeltelijke uitvoering in zijn Chicago, maar er is geen openbare uitvoering bekend rond die tijd. Een latere uitvoering zat er ook niet in, want de opera staat vol met aanduidingen, die later als niet-wenselijk werden beschouwd, zoals "nigger". Zo is er de opperslaaf Jonah (de boodschapper in de opera) en kindermeisje Melda (slavin).
De opera in een akte en twee scenes laat qua muziek een mengeling horen van romantiek, Ierse volksmuziek en syncopen uit de jazz. Hoofdrolspeler is Mary Lou Randolph, dochter van plantagehouder Ezra Randolph. Zij staat in scène I op het punt te trouwen met de noorderling kapitein Robert Warren. Doordat de Amerikaanse Burgeroorlog wordt hij gevangengenomen. Scène II laat zien dat vier jaar later Warren wist te ontsnappen en terugkeert naar zijn geliefde. Hij wordt echter weer opgepakt en beschuldigd van spionage. Als het punt aanbreekt voor strafmaatregelen breekt vrede uit en kan door de "letter of safe passage" de straf ingetrokken worden.
Collins borg de opera op en liet hem niet meer boven tafel komen. Na de dood van Collins’ vrouw werd zijn muzikale nalatenschap grotendeels ondergebracht in de Chicago Newberry Library en begon men zijn werk te catalogiseren. Toen Albany Records in 2000 startte met een project om zijn gehele oeuvre via compact disc uit te brengen, bleek er van Daughter of the south maar weinig over. Zoekwerk leverde een incomplete opera op, maar met nader onderzoek kon de opera geheel geschikt gemaakt worden voor uitvoering. De concertversie verscheen op disc. Tot een uitvoering kwam het wederom niet.